# Милева Жикић
Милева Жикић (Крагујевац, 1922 — Крагујевац, 17. фебруар 2011) била је српска глумица, првакиња драме Књажевско-српског театра из Крагујевца.

## Биографија
Милева Жикић је рођена 1922. године у тадашњој Пупиновој улици на Пивари у Крагујевцу, Србија. Умрла је 17. фебруара 2011. године у Крагујевцу.
Сахрањена је на крагујевачком Варошком гробљу.
Своју професионалну каријеру је започела 1948. године у Шабачком позоришту. Од 1951. године стални је члан крагујевачког позоришта, данас Књажевско-српског театра.
Њена прва професионална улога је била улога Нине у Цанкаревом Краљу Бетајнове. Одиграла је преко двадесет улога за три године проведене у Шапцу. У крагујевачком позоришту је дебитовала улогом Оливије у Шекспировој Богојављенској ноћи.
Добитница је Статуете Јоаким Вујић коју Књажевско-српски театар додељује од 1985. године за изузетан допринос развоју позоришне уметности у Србији.
Одиграла је на позоришној сцени преко 120 улога.

## Улоге у позоришту
- Николо Макијавели - Мандрагила - Лукреција
- Аугуст Стриндберг - Отац - Маргарета
- Лав Толстој - Жиови леш - Натасија Ивановна
- Николај Ердман - Самоубица - Пресветова
- Жан Ануј - Женски оркестар - Госпођа Ортанз
- Вилијам Шекспир - Богојављенске ноћи, Мера за меру и Отело - Оливија, Франческа и Бјанка
- Максим Горки - Јегор Буличов - Меланија
- Николај Гогољ - Женидба - Фјокла Ивановна
- Николај Гогољ - Ревизор - Ана Андрејевна
- Борисав Бора Станковић - Коштана - Коштана
- Стеван Сремац - Поп Ћира и поп Спира - Меланија
- Јован Стерија Поповић - Зла жена - Султана
- Ђура Јакшић - Станоје Главаш - Стана
- Димитрије Тадић - Прозивка за вечност - Станка
- Душан Јовановић - Ослобођење Скопља - Ана
- Љубомир Симовић - Чудо у Шаргану - Иконија
- Душан Ковачевић - Сабирни центар - Лепосава
- Бранислав Нушић - Протекција - Јованка
- Бранислав Нушић - Општинско дете - Боса
- Бранислав Нушић - Мистер долар - Маришка
- Бранислав Нушић - Сумњиво лице - Марица
- Бранислав Нушић - Народни посланик - Спириница
- Бранислав Нушић - Др - Сојка
- Бранислав Нушић - Ујеж - Спасићка
- Бранислав Нушић - Ожалошћена породица - Сарка
- Бранислав Нушић - Власт - Мица
- Бранислав Нушић - Покојник - Агонија